# Apeadero de Coímbra-Parque (antiguo)
El Apeadero de Coímbra-Parque es una plataforma ferroviaria desactivada del Ramal da Lousã, situada en la ciudad de Coímbra, en Portugal.

## Historia
Este apeadero se encuentra en el tramo entre las Estaciones de Coímbra y Lousã, que abrió a la explotación el 16 de diciembre de 1906, por la Compañía Real de los Caminhos de Ferro Portugueses.